# École de management de Normandie
École de management de Normandie er en europæisk business school med campusser i Le Havre, Caen, Dublin, Paris og Oxford. Skolen blev grundlagt i 1871. EM Normandie blev placeret på en 81. plads blandt de europæiske business schools i 2019 af Financial Times. EM Normandie har ligeledes et PhD-program såvel som adskillige Master-programmer inden for specifikke managementområder, såsom marketing, finans eller iværksætteri.
EM Normandie programmer har de tre internationale akkrediteringer EPAS, EQUIS og AACSB. Skolen har over 18.500 alumner inden for handel og politik, herunder Patrick Bourdet (CEO Areva Med) og Patrick Bourdet (CEO 20 Minutes).